# Frontal de altar de Ix
El frontal de altar de Ix es una tabla de madera con pintura románica que sirvió de frontal para el altar de la iglesia parroquial de Sant Martí de la población La Guingueta d'Ix (Alta Cerdaña). De autor anónimo, está fechada del segundo cuarto del siglo XII y se conserva en el Museo Nacional de Arte de Cataluña de Barcelona desde el 1889.

## Antecedentes
En el arte románico la pintura sobre tabla se utilizó principalmente en los frontales y laterales de altares, así como en baldaquinos (Baldaquino de Tost), vigas (Viga de la Pasión) , Crucifijos (Majestad de Batlló), o vírgenes (Virgen de Ger). La iconografía y composición empleada fue la misma o muy parecida que en las  pinturas murales.
Los frontales llamados también antipendio, se realizaban en el caso de grandes iglesias o monasterios con materiales nobles como oro, plata o marfil con esmaltes y piedras preciosas incrustadas, y para las pequeñas iglesias rurales en tallas de madera  policromada o esculpida. Estos frontales acostumbraban a construirse con varias tablas de madera unidas por clavos, que se cubrían con capas de yeso para, una vez seco, dibujar sobre ellas con ayuda de un punzón y finalmente aplicar la pintura al temple, a menudo, intentaban copiar el efecto volumétrico de la técnica del repujado, con el añadido de encastaciones de piedras o aplicaciones de láminas de metales. La composición de estas tablas se dividía verticalmente, dejando la parte central de tamaño superior para ser ocupada por el Cristo Majestad, la Virgen o por el santo patrón a quien se destinaba. Los laterales podían estar reservados para el apostolado como en el  frontal de la Seo de Urgel, o se dividían horizontalmente, quedando el espacio para cuatro escenas como el frontal de Avià o incluso en más divisiones como es el caso del de la iglesia de Sant Martí d'Hix que presenta cuatro compartimentos en cada lateral del central.
Este tipo de frontales de madera se limitó, durante los siglos XI y XII, al territorio catalán como un hecho especial en todo el románico europeo. Se ha establecido su producción mayoritaria en tres talleres: el de la Seo de Urgel, el de Ripoll y el de Vich.

## Procedencia

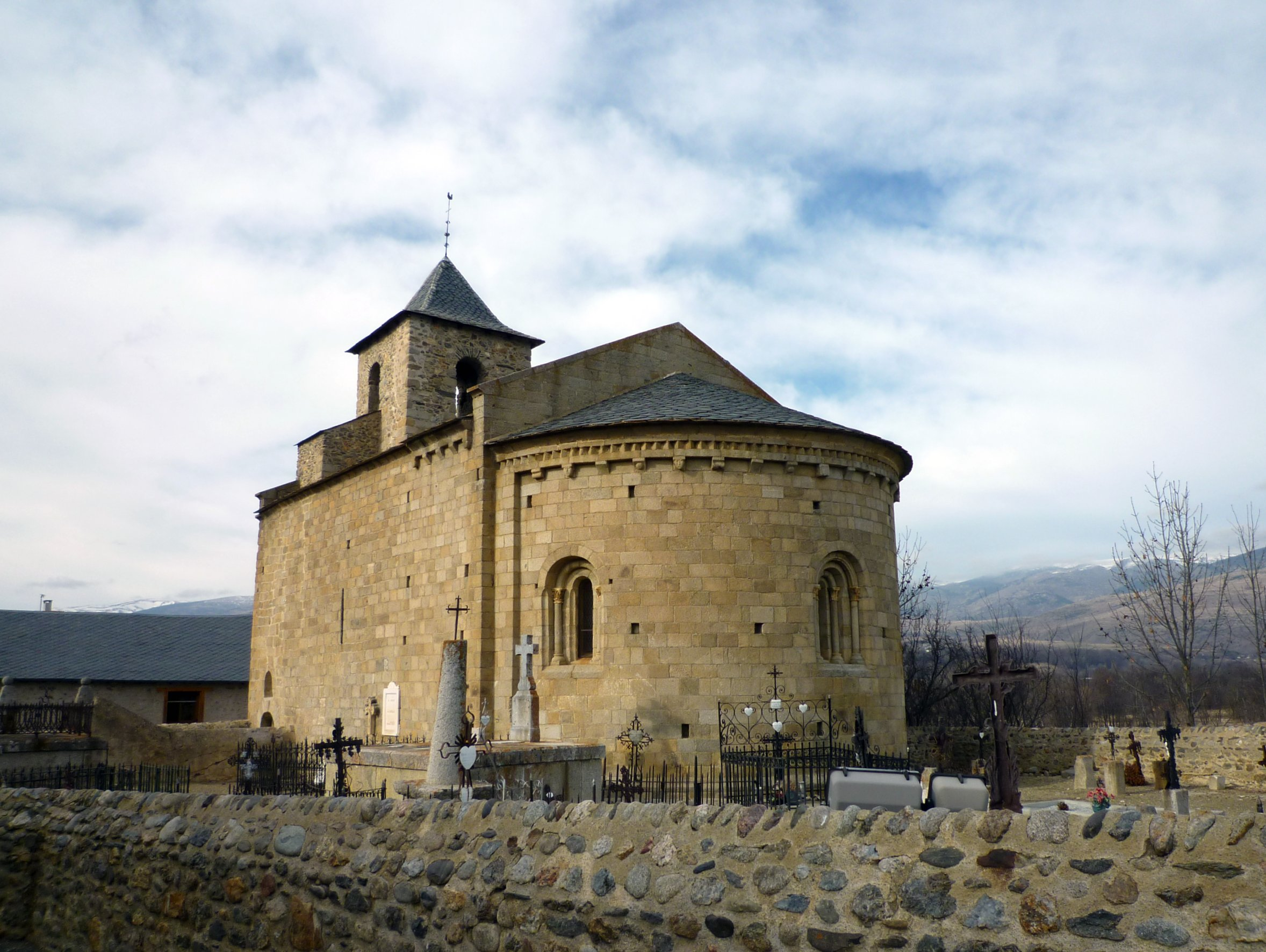
Iglesia de Sant Martí d'Hix.

Procede de la  iglesia parroquial de Sant Martí d'Hix, edificio que consta de una sola  nave y un ábside semicircular con bóveda apuntada, en la parte exterior hay un friso con dientes de sierra que descansa sobre  ménsulas lisas y otras talladas; está dedicada al obispo san Martín de Tours. Documentada desde el año 1063 cuando se firmó un pacto entre el  conde de Urgel Ermengol III y el  conde de Cerdaña Ramón Wifredo en el altar de esta iglesia.
El frontal de Ix es una de las primeras pinturas románicas que ingresaron en el Museo Municipal de Bellas Artes de Barcelona en 1889, procedente de la colección de Eduard Bosch i Barrau. En 1944 se pudo saber la procedencia del frontal, gracias al parentesco que unía al coleccionista con el entonces comisario-director de los Museos de Arte de Barcelona Xavier de Salas Bosch.

## Descripción
Su estructura permite deducir que se realizó como función para un frontal de altar, en madera de pino silvestre y con pintura al temple, sobre una preparación de la tabla con yeso. Se observa en los cuatro ángulos, unas piezas de hierro, que hacen suponer, que servían para efectuar el ensamblaje con otras tablas laterales desaparecidas.
El frontal está dividido en tres partes verticales y las dos laterales en cuatro compartimentos iguales.

### Marco
Las cuatro bandas del marco del frontal están decoradas con temas diferentes. En la parte superior tiene una línea de cuadrados unidos por los vértices; en la inferior un motivo decorativo muy común en la época, llamado «rinceaux» (follaje); en la derecha hay realizada una ornamentación vegetal de círculos enlazados con un contenido alterno de flores y frutos. Estas tres bandas del marco son muy similares a las de los mismos lados, que las del  frontal de la Seo de Urgel. En el lado izquierdo, se encuentran unos círculos rodeados por vegetación donde en su interior se encuentran figuras que representan leones y águilas, este temario seguramente estuvo extraído de tejidos orientales.

### Parte central
|                                  |
| Cristo Majestad del altar de Ix. |

|                                               |
| Cristo Majestat del altar de la Seo de Urgel. |

El espacio central lo ocupa completo la imagen del Cristo Majestad, el cual está inscrito dentro de una mandorla formada por dos círculos secantes, esta tipología se conoce con el nombre de «globo-mandorla» de origen  carolingio y habitual en manuscritos ilustrados con  miniaturas románicas. El Cristo se encuentra sentado sobre el segmento de la intersección que formaría el primer círculo, con un manto azul sobre la túnica rojiza, está coronado con un nimbo crucífero que le sobresale de la aureola. Mantiene sobre la rodilla el libro cerrado con la mano izquierda, mientras que la mano derecha la tiene levantada en actitud de bendecir a la vez que sostiene una pequeña bola o círculo, que se cree fue copiado de un modelo probablemente de algún códice.

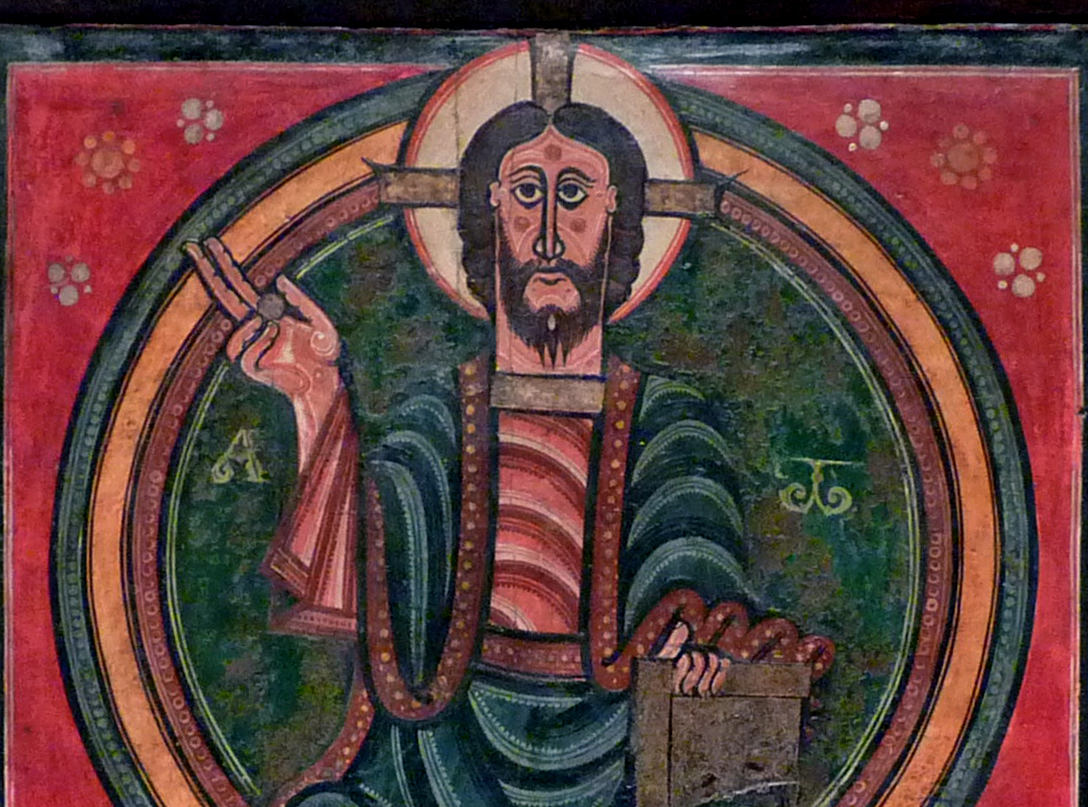
Detalle de la iconografía mostrada por el Cristo en Majestad.

Es también un elemento  iconográfico carolingio de modelos imperiales romanos, que fue adaptado a la época medieval hispánica, y que se identifica con la bola del mundo y su dominio terrenal. La misma esfera, a veces, lleva la inscripción mundus, como es el caso del Beato de Gerona, o el Estandarte de Sant Oth. Otra interpretación es la propuesta que podría ser una representación de la hostia, con relación a las disputas eucarísticas de época carolingia y con la significación del frontal que debía servir como altar para celebrar la Eucaristía.
Dentro de la mandorla, en el círculo superior, se encuentran inscritas las letras alfa y omega con su origen apocalíptico de principio y fin del mundo. El fondo de la tabla central está policromado con una pintura en rojo y decorado con unas flores esquemáticas, este mismo fondo así como la ausencia de la representación del tetramorfo, el tipo de globo-mandorla y que en el nimbo crucíferos de Cristo, la cruz sale del círculo, guarda una gran igualdad con el frontal de la Seu d'Urgell.

### Lateral derecho
|                                    |
| Lateral derecho del frontal de Ix. |

|                                 |
| Plafón con san Martín de Tours. |

Este lado se encuentra dividido en cuatro compartimentos donde se representan en cada uno de ellos una pareja de figuras. En la parte superior los primeros personajes son dos apóstoles, el más próximo a Cristo, identificado por una gran llave, seguramente es san Pedro, su pareja así como el resto de los otros apóstoles no han podido ser identificados. El segundo cuadro superior aparece la figura de san Martín de Tours, titular de la iglesia, con el episodio más emblemático de su vida, la partición de su capa para darla a un pobre; aquí se representa el santo de pie y no como era habitual sobre un caballo, así mismo es también fuera de lo habitual que el pobre esté bien vestido y que lleve por encima de su hombro una cadena atada a un palo, como si se tratara de un cautivo. Esta tradición  hagiográfica no es normal aplicarla a san Martín, aunque sí a otros santos y es posible que sea una interpretación de unir diferentes episodios, como se puede ver a la asociación de la Caridad de san Martín con la visión de Cristo como sucede en el frontal de altar de Gia. Según Milagros Guardia: Esta unión genera a veces una cierta confusión de lectura, pero no podemos explicarlo de la misma manera para la escena que nos ocupa o, en cualquier caso, no identificamos un posible episodio apócrifo de la vida del santo que justifique la figura del cautivo.
En los dos cuadros de la parte inferior se encuentran una pareja de apóstoles en cada uno, con libro o papiros que sostienen en la mano, todos aparecen con  aureolas envolventes en sus cabezas. Las pintura del fondo es de color anaranjado la más cercana a la tabla central del Maiestas Domini y en color rojizo la más cerca del límite del frontal, el colorido de los nimbos son los mismos tonos pero opuestos al fondo general para que no haya confusión.

### Lateral izquierdo

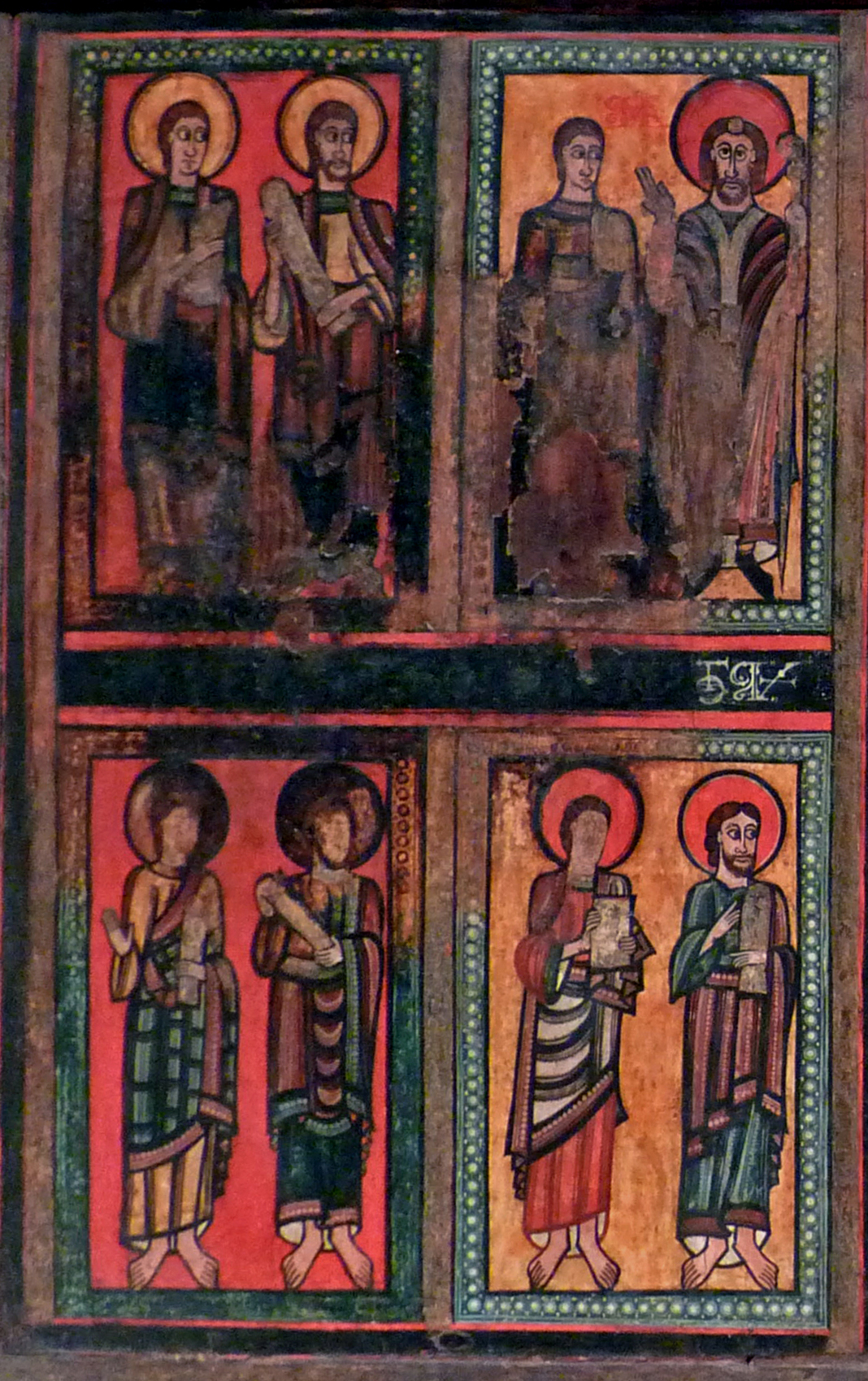
Lateral izquierdo del frontal de Ix.

En este lateral, en el compartimento superior más cercano al central, se encuentra la figura frontal de san Martín, identificado por una inscripción (M(artinus) y por los atributos propios de obispo como el báculo pastoral en la mano izquierda y en aptitud de bendecir con la otra mano, se encuentra acompañado por otro personaje no identificado, seguramente algún discípulo. Esta parte está bastante degradada así como la siguiente cuadrícula que muestra dos apóstoles, la parte inferior de los cuales también se encuentra estropeada quizá por haber sufrido algún incendio.
En los dos recuadros inferiores se encuentran las imágenes de los otros cuatro apóstoles, en cada uno de ellos una pareja, el colorido del fondo y de las aureolas son iguales que en la parte lateral derecha.
El listón horizontal que separa los cuatro compartimentos laterales contiene una inscripción, cuya parte primera está casi toda perdida a causa del fuego que afectó esta parte del frontal. Su lectura fue efectuada por Antonio Muñoz y publicada en 1907, otros autores posteriores la han corroborado o han propuesto ligeras variaciones. La grafía ha sido datada de mediados del siglo XII.

SOL ET LUX SANCTORUM 
 MANEO IN PRECLARA HONORUM.

## Análisis
Se aprecia en el frontal de Ix un tratamiento de las líneas muy geometrizante, mucho más claro en las vestiduras de los personajes de los compartimentos laterales. Aunque de autor anónimo, se cree que podría pertenecer al llamado taller de La Seo de Urgel, por su gran parecido en la iconografía y en el estilo con el frontal de la Seo de Urgel o de los Apóstoles. Se ha comentado la vinculación posible de los dos frontales con manuscritos iluminados, como el del tercer maestro de la Biblia de Rodas, o con producciones de los scriptorium catalanes de Ripoll y se resalta en los estudios llevados a cabo, que los motivos decorativos del marco de los frontales de Ix y de Urgel se encuentran también en la escultura presente en el monasterio de Ripoll.